# 8200 Souten
8200 Souten este un asteroid din centura principală de asteroizi.

## Descriere
8200 Souten este un asteroid din centura principală de asteroizi. A fost descoperit pe 7 ianuarie 1994 la Nyukasa de Masanori Hirasawa și Shohei Suzuki. El prezintă o orbită caracterizată de o semiaxă mare de 2,62 ua, o excentricitate de 0,13 și o înclinație de 1,6° în raport cu ecliptica.